# Ка-115
Ка-115 — проект лёгкого многоцелевого вертолёта соосной схемы с применением в конструкции большого числа композитных материалов.
Разработка вертолёта Ка-115 в КБ «Камов» велась в начале 1990-х годов. Макет вертолёта демонстрировался на выставке МАКС-1995 в Жуковском. 

## Тактико-технические характеристики
Источник данных: Уголок неба

Технические характеристики
- Экипаж: 1 человек
- Пассажировместимость: 5-6 человек
- Грузоподъёмность: 700 кг
- Длина: 9,20 м
- Диаметр несущего винта: 9,50 м
- Высота: 3,60
- Нормальная взлётная масса: 1850 кг
- Максимальная взлётная масса: 1970 кг
- Силовая установка: 1 × Pratt Whitney/Климов 206K/2
- Мощность двигателей: 1 × 477 кВт

Лётные характеристики
- Максимальная скорость:  250 км/ч
- Крейсерская скорость: 235 км/ч
- Практическая дальность: 780 км
- Практический потолок: 5200 м
- Статический потолок: 2350 м
- Скороподъёмность: 690 м/мин